# Washington nella guerra di secessione americana

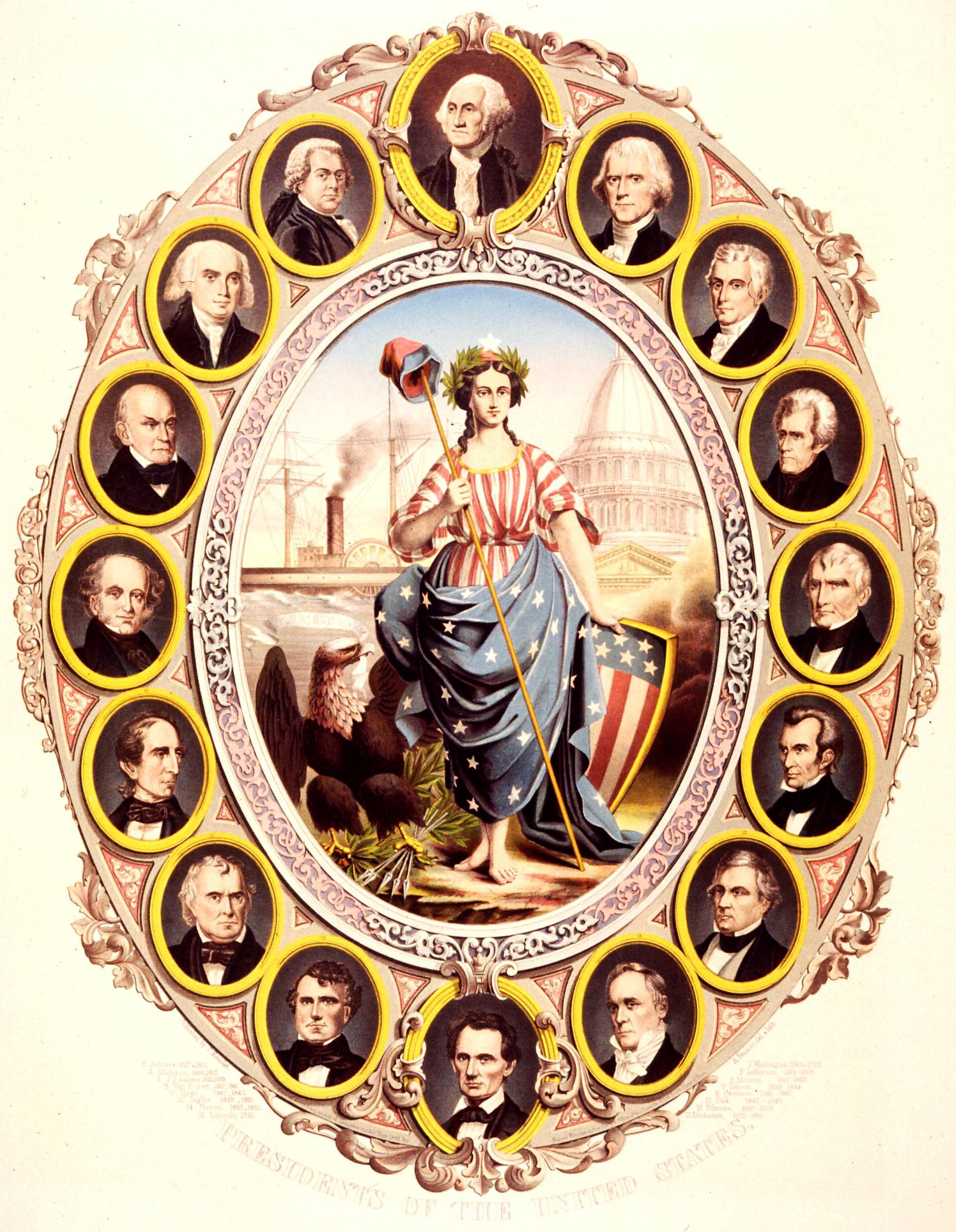
I presidenti degli Stati Uniti d'America fino al 1861.

Washington nella guerra di secessione statunitense continuò a rimanere la sede della dirigenza civile nazionale dell'Unione, oltre che il quartier generale militare e il centro della logistica; sia il presidente degli Stati Uniti d'America che il Governo federale, assieme alla classe politica rappresentata dal Congresso vi mantennero intatte tutte le loro sedi.
In quanto capitale degli Stati Uniti d'America la difesa della città e del suo distretto amministrativo (che all'epoca non erano stati definiti) divenne una delle maggiori priorità di cui si prese interamente carico il Dipartimento della guerra degli Stati Uniti d'America e molto spesso dettò anche la stessa strategia militare programmatica da assumere.
Per molti versi il conflitto trasformò Washington da una cittadina per lo più semi-rurale ad un centro urbano di rilevanza nazionale in quanto la popolazione ivi residente, gli uffici governativi del paese, le infrastrutture, gli edifici pubblici e privati e finanche i profughi che vi giunsero e vi si installarono contribuirono ad accrescerne drammaticamente le necessità per tutto il corso della guerra civile.
Ciò pose le basi per una rapida espansione dell'intero perimetro urbanistico durante la seguente seconda metà del XIX secolo.
(Raimondo Luraghi)

## Prime fasi della guerra
Le osservazioni compiute dall'avvocato e memorialista di New York George Templeton Strong sulla vita quotidiana a Washington nel decennio 1850 e in quello immediatamente successivo lo porteranno a dichiarare (e ciò sarà a suo tempo confermato anche dagli approfonditi studi storici effettuati in seguito):
Pur essendo la capitale federale della nazione, Washington rimase una piccola città di poche migliaia di abitanti, praticamente deserta durante il torrido periodo estivo, almeno fino al 1860.
Nel febbraio dell'anno successivo ospitò la cosiddetta "Conferenza per la pace", un ultimo tentativo intrapreso da parte dei delegati di 21 dei 34 Stati federati degli Stati Uniti d'America di scongiurare quello che in molti cominciarono ad intravedere come un imminente pericolo di secessione armata, con l'eventuale esplosione di violenza correlata. 

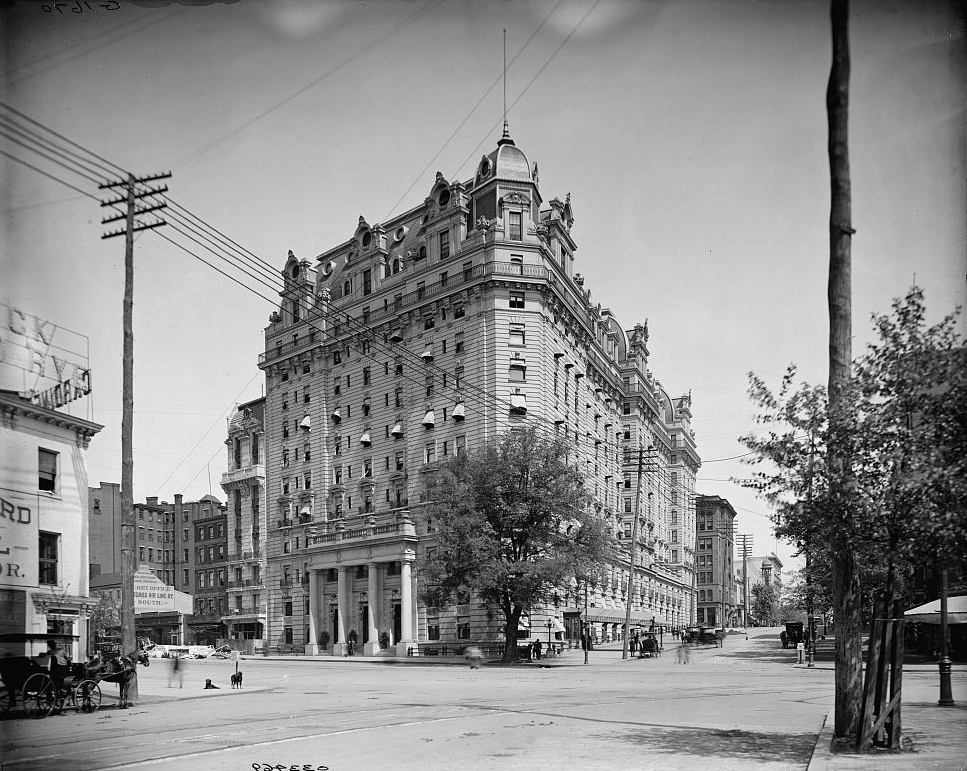
Il "Willard Hotel", sede della "Conferenza per la pace" nel febbraio del 1861.

L'incontro, tenutosi al "Willard Hotel" (l'odierno Willard InterContinental), riunì i rappresentanti locali regionali nello sforzo di trovare un ennesimo compromesso tra il Nord industrializzato (banchieri, commercianti, imprenditori) aperto all'immigrazione operaia e fautore del protezionismo più spinto ed il Sud eminentemente agrario nelle mani della radicata élite di piantagione la quale usufruiva dello schiavismo quale metodologia primaria di finanziamento e profitto economico.
Il tentativo faticosamente trascinatosi per qualche settimana si rivelerà però essere del tutto fallimentare. Seguendo la capillare ricostruzione storica fatta dal maggior esperto italiano della guerra civile americana, Raimondo Luraghi, la mattina del 4 marzo - giorno della cerimonia inaugurale per l'insediamento del presidente - albeggiò con un cielo carico di nubi, ma la caligine cominciò a schiarirsi alla fine del discorso di Lincoln.

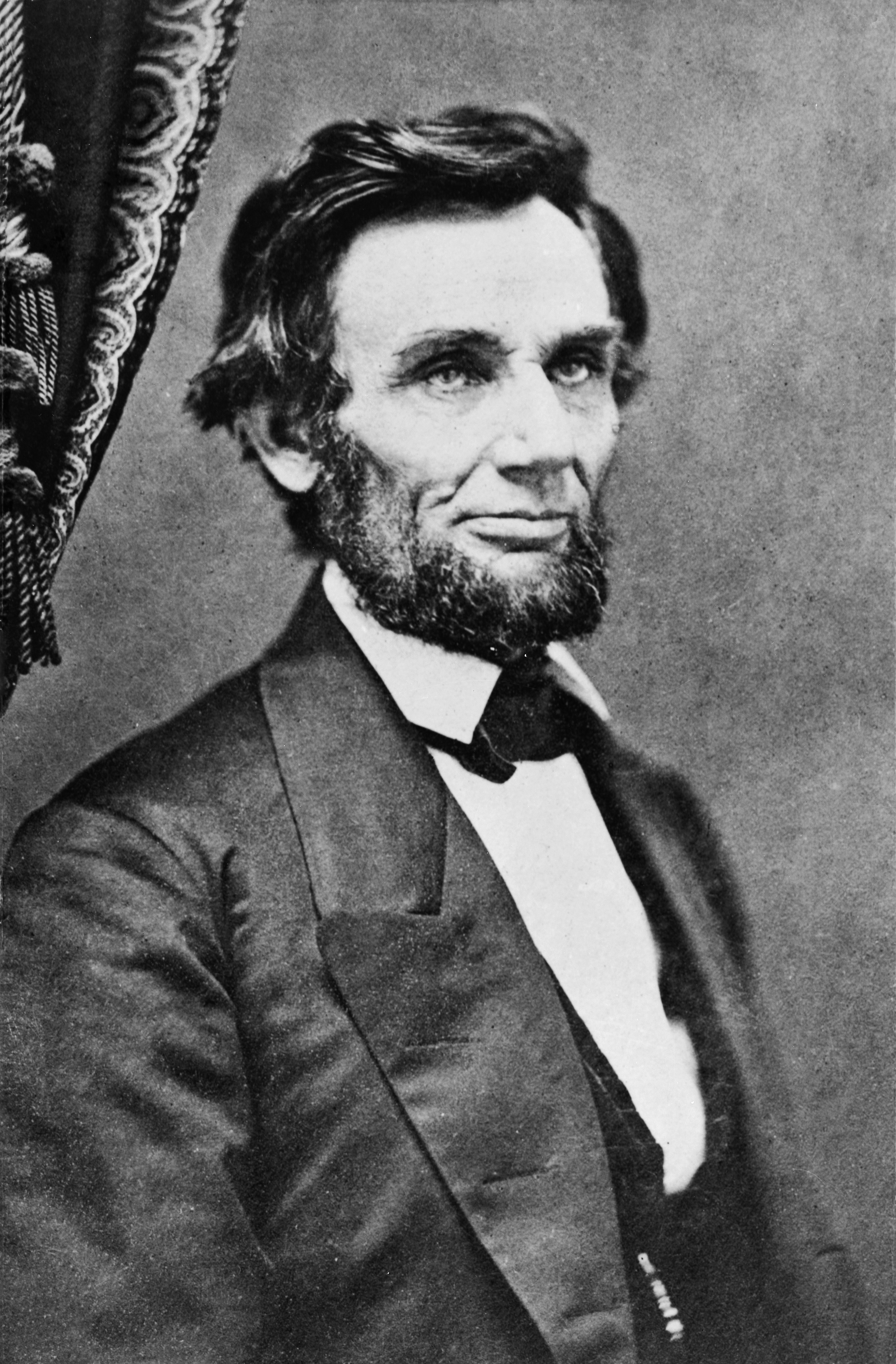
Il presidente nel 1861.

Un corrispondente inglese accorso per l'occasione lo descriverà nei termini seguenti:
(-William Howard Russell)
Il corteo presidenziale si pose in marcia in carrozza lungo la Pennsylvania Avenue scortato da soldati a cavallo, i cordoni di sicurezza schierati lungo la via mentre i reparti di cavalleggeri controllavano gli incroci; i tiratori scelti dai tetti scrutavano con attenzione tutte le finestre degli edifici di fronte. La folla era densa.

Il palco fatto approntare sulla scalinata Est del Campidoglio (Washington), la cupola è ancora in fase di costruzione.

Sulla scalinata Est del Campidoglio era stato costruito un palco; due batterie d'artiglieri vigilavano sull'edificio. Spuntò il sole e dopo aver prestato il giuramento solenne di rito parlò. La conclusione dell'indirizzo inaugurale fu nel seguente tono: "Sono riluttante a terminare. Non siamo nemici, ma amici. Sebbene la passione politica possa aver teso i nostri legami di affetto, essa non li deve spezzare. Le corde mistiche dei ricordi leveranno ancora il coro dell'Unione, non appena toccate nuovamente dalle parti migliori del nostro spirito".
Alla fine lo scoppio delle ostilità si aprì ufficialmente a seguito dell'aggressione sudista a Fort Sumter il 12 di aprile (una fortezza dell'Union Army situata nella baia portuale di Charleston (Carolina del Sud)): il bombardamento e la battaglia di Fort Sumter scatenerà reazioni di profondo sdegno al Nord e di un altrettanto forte entusiasmo nel profondo Sud oramai separatosi.

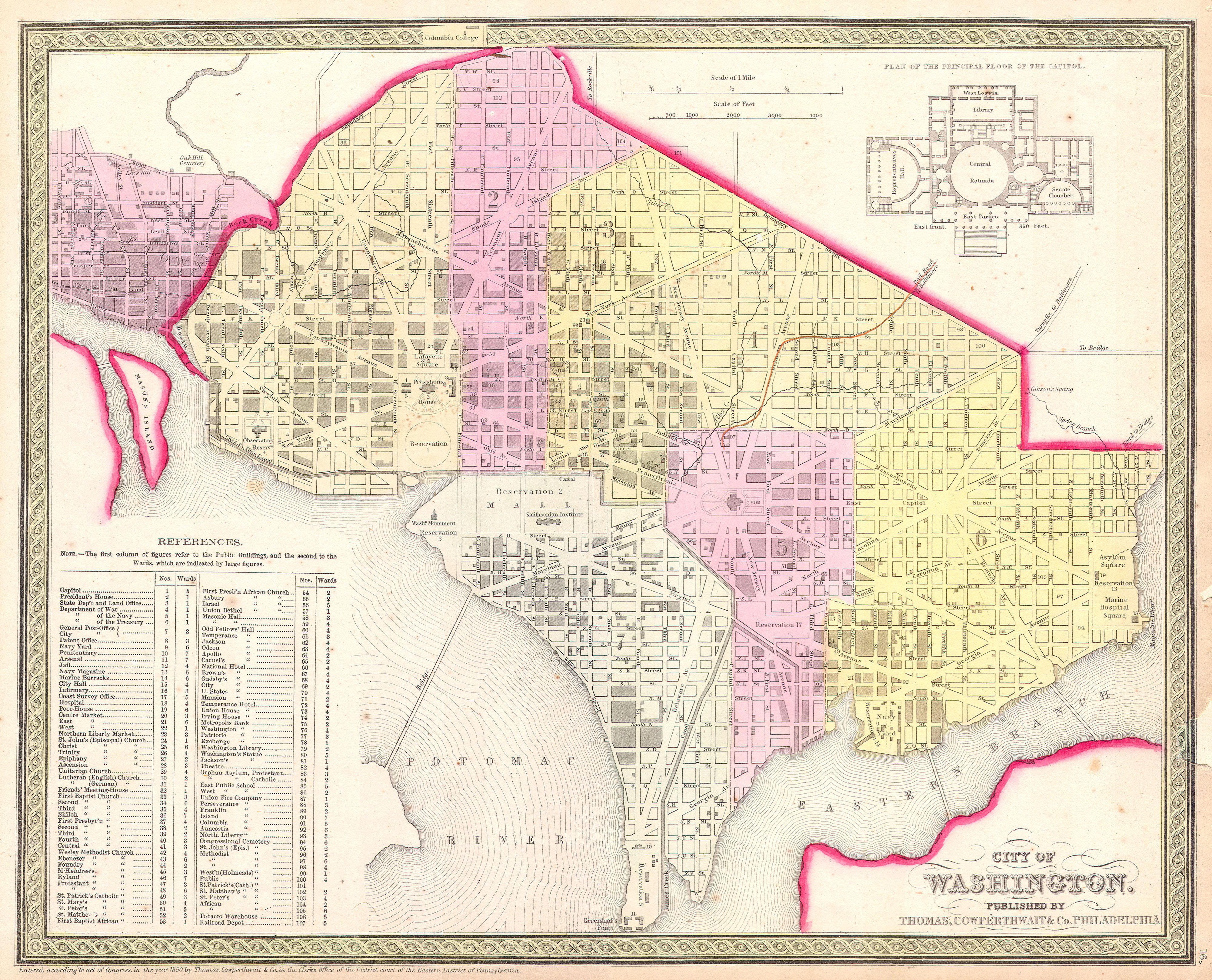
Planimetria dell'area urbana della capitale negli anni 1850.

Di fronte a questa situazione di "aperta ribellione" la quale si era resa alla prova dei fatti immediatamente ostile la presidenza di Abraham Lincoln inizierà ad organizzare una forza militare atta a proteggere innanzitutto Washington; i nuovi Stati Confederati d'America almeno in un primo tempo pensarono di farne la loro capitale e vollero tentare di prenderla con la forza.

Ma già dal 10 di aprile i primi reparti istituiti direttamente dai governatori statali in forma di milizia e Guardia statale cominceranno a muoversi per dirigersi verso l'obiettivo da difendere; i disordini di Baltimora scoppiati tra il 18 e il 19 di aprile minacceranno gravemente il sopraggiungere di ulteriori rinforzi per via ferroviaria, impedendo al contempo i collegamenti provenienti da quelli che diventeranno gli Stati cuscinetto.

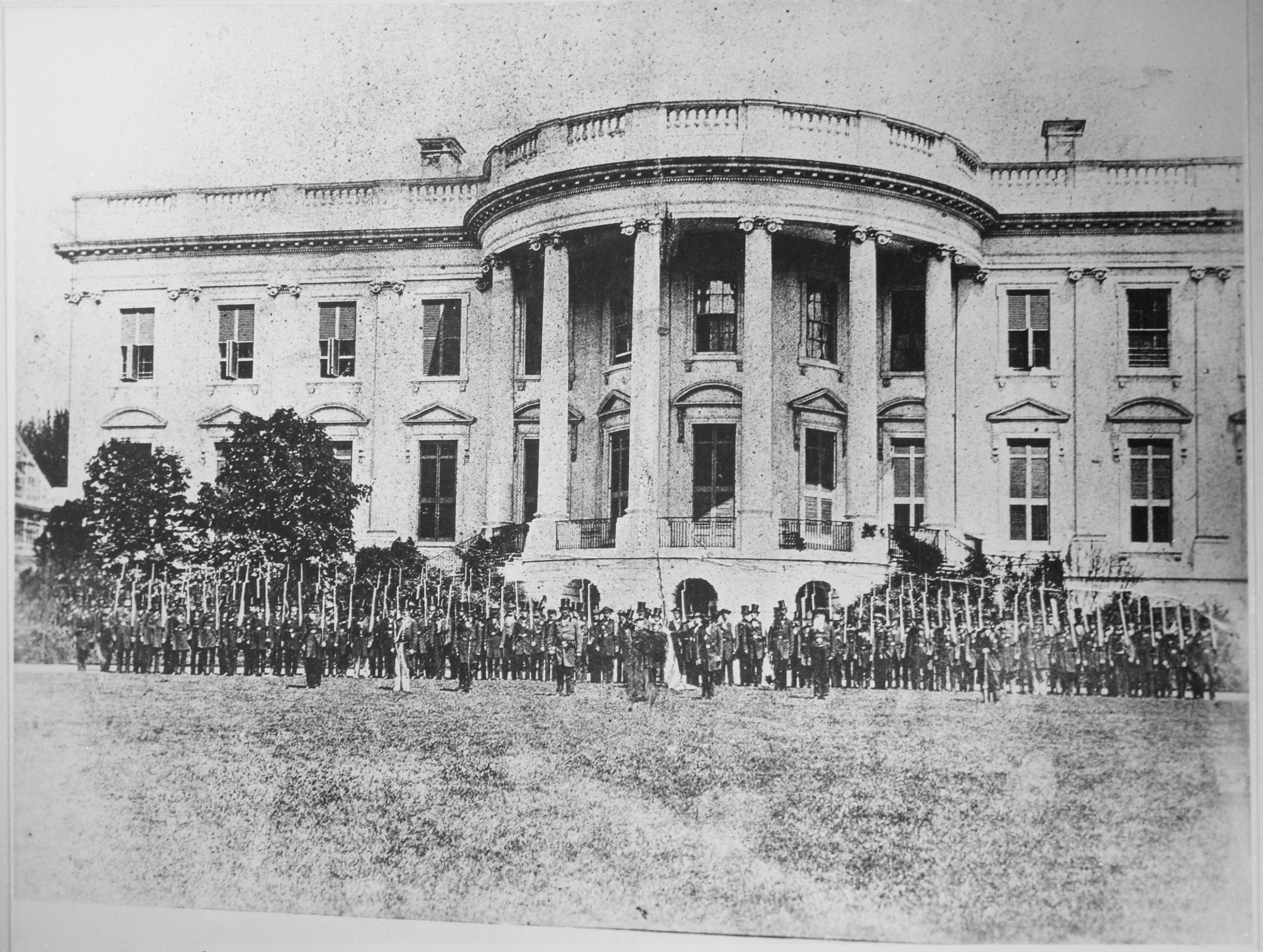
Il battaglione di Cassius Marcellus Clay posto a protezione della Casa Bianca nel 1861.

Sotto la guida dell'abile industriale e finanziere Andrew Carnegie venne intrapresa subitaneamente la costruzione di una linea ferroviaria temporanea che avrebbe consentito di aggirare lo snodo di Baltimora, permettendo in tal maniera ai soldati di entrare a Washington già a partire dal 25 di aprile seguente e salvando così la capitale e sventando le mire del nemico. Verrà accolto con entusiasmo, sfilando a bandiere spiegate e fanfare in testa.
Migliaia di volontari non esperti (senza il minimo addestramento, male armati ed ancor peggio equipaggiati), così come molti militari professionisti in divisa si riverseranno nell'area fortemente intenzionati a combattere per la salvaguardia dell'unità nazionale. Verso la metà dell'estate Washington già pullulava di reggimenti composti per lo più da "volonterosi" originari di tutti gli Stati del Nord, oltre che di batterie d'artiglieria.
La forza raccolta poté così mettersi al servizio di questa che era poco più di una città di campagna abitata da 75.800 persone. La città divenne poco dopo l'area di sosta per i partecipanti alla Campagna di Manassas. 

Quando l'esercito affidato a Irvin McDowell - e che era stato raffazzonato - sconfitto e demoralizzato se ne tornò in uno stato traumatico a Washington a seguito della tanto imprevista quanto schiacciate sconfitta rimediata nella prima battaglia di Bull Run, cominciò per la prima volta a realizzarsi nella mente dell'opinione pubblica che il conflitto avrebbe potuto essere assai meno breve di quanto si fosse mai pensato fino a quel momento.
Gli sforzi presero allora a concentrarsi nella fortificazione della città in previsione di un temuto assalto confederato. Abraham Lincoln sapeva bene che avrebbe dovuto avere a disposizione un esercito professionale e addestrato al meglio per poter efficientemente proteggere l'area della capitale; organizzò quindi il "Dipartimento sul Potomac" a partire dal 4 di agosto e l'Armata del Potomac 16 giorni dopo.
La maggior parte dei cittadini accolse calorosamente le truppe in arrivo, sebbene sussistessero sacche di "pacifismo" militante che volgeva le proprie simpatie al secessionismo schiavista: nello stesso Distretto di Columbia rimaneva inoltre il permesso di mantenere schiavi (ciò sarà abolito solamente nel 1862).
Dopo aver ascoltato con attenzione un reggimento dell'Union Army cantare a squarciagola John Brown's Body (dedicata alla memoria di John Brown mentre i soldati stavano marciando proprio sotto le sue finestre, la giovane residente Julia Ward Howe scrisse su quelle stesse note e melodia The Battle Hymn of the Republic; il brano, fortemente intriso di un senso esacerbato di patriottismo, sarebbe presto divenuto l'inno nazionale ufficiale.
Il significativo ampliamento burocratico del Governo federale, così da permettere di amministrare con successo l'impegno bellico in continua espansione - e le sue eredità, come le pensioni da concedere ai veterani - condurrà ad una notevole crescita della popolazione, specialmente tra il 1862 e il 1863, quando le forze militari e le infrastrutture di supporto si allargarono notevolmente dai primi giorni di guerra.
Il Censimento del 1860 assegnò alla capitale una popolazione di poco più di 75.000 persone, ma già nel Censimento del 1870 essa era cresciuta fino a quasi 132.000. Magazzini, fabbriche, depositi di rifornimenti e di munizioni furono creati per fornire e distribuire materiale ad uso delle Armate federali: lavoratori civili, immigrati tedeschi americani e irlandesi americani in cerca di occupazione e appaltatori accorsero in massa in città.
La pratica, oramai rivelatasi totalmente desueta, della schiavitù fu abolita - come già accennato - in tutto il Distretto a partire dal 16 aprile del 1862, 8 mesi prima che il presidente emettesse il Proclama di emancipazione, con il passaggio della legislazione denominata District of Columbia Compensated Emancipation Act (la concessione della libertà per tutti gli schiavi dietro rimborso agli ex proprietari).
Washington divenne anche grazie a questo fatto un luogo di ritrovo popolare per gli schiavi liberati; molti di loro vennero impiegati nella costruzione dell'anello di fortificazioni che alla fine circondò interamente la città.

## Difesa della capitale

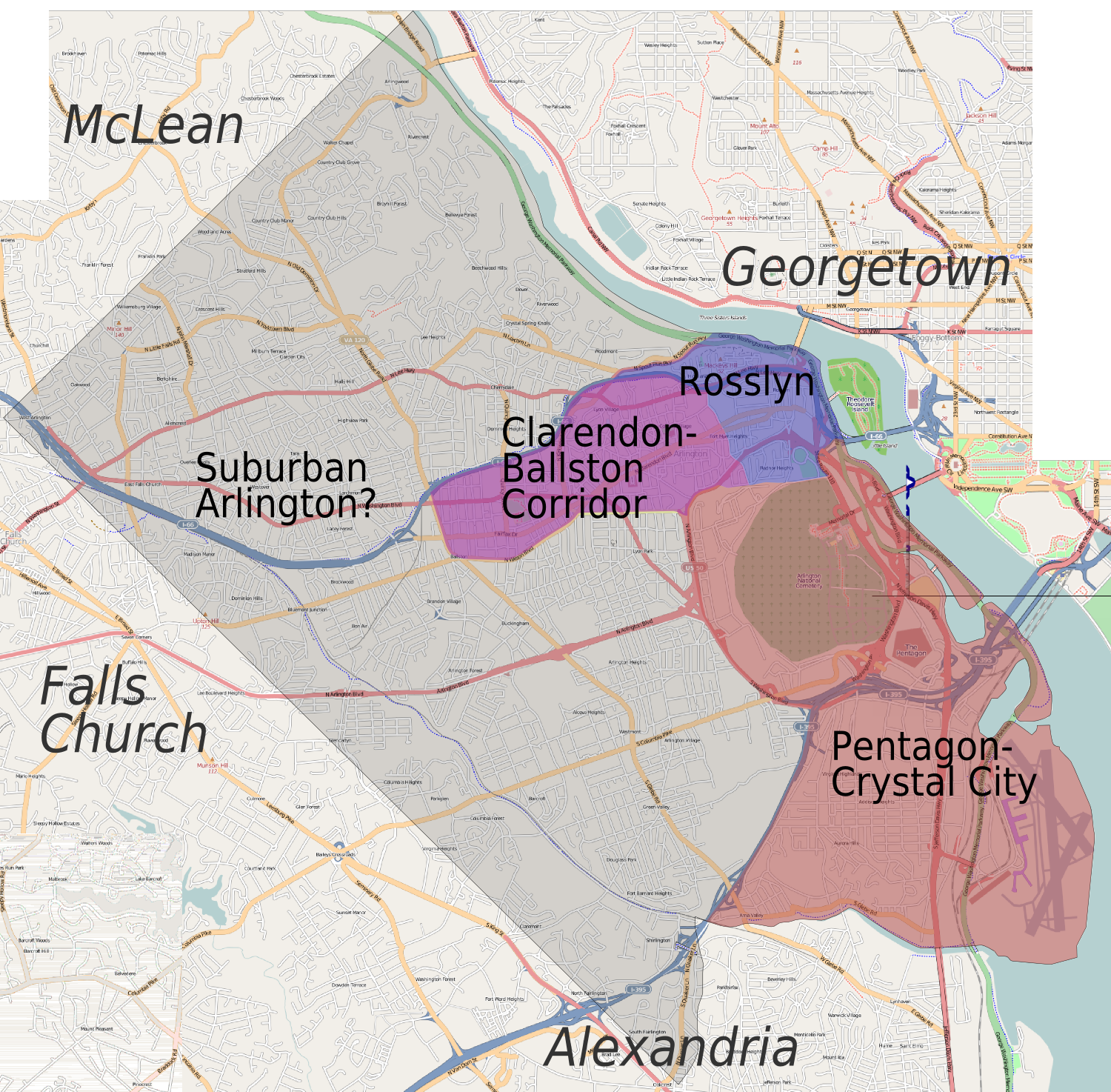
Localizzazione delle alture di Arlingon, immediatamente a Sudovest di Georgetown (Distretto di Columbia) oltre il fiume Potomac.

All'inizio della guerra l'unica difesa e funzionante era rappresentata da una vecchia fortezza (l'odierno Fort Washington Park a Fort Washington (Maryland), situato a 19 km a Sud del centro urbano in qualità di guarnigione dell'Union Army. Il maggior generale George McClellan assunse il comando del Dipartimento il 17 di agosto del 1861, divenendo da quel momento in poi il responsabile della difesa attiva della città.
Il generale dell'Unione inizierà con la posa di linee difensive militarizzate volte ad ottenere - come detto - un anello completo che servisse alla guerra di trincea accompagnato da fortificazioni che venissero a coprire uno spazio totale di 53 km di terreno; includendovi la costruzione anche di diverse fortezze auto-sostenibili sulla cima delle alture poste tutt'attorno alla città ed infine posizionando batterie ben protette d'artiglieria da campo negli spazi rimasti scoperti tra un forte e l'altro.
In tal maniera aumentò notevolmente il numero degli 88 cannoni già posizionati sulla prima linea di difesa esattamente di fronte al confine virginiano e a Sud. Lo schema così predisposto e tracciato, una volta completato, avrebbe reso la città uno dei luoghi più fortemente difesi del mondo e quasi del tutto inattaccabile anche da una eventuale forza massiccia di avversari.

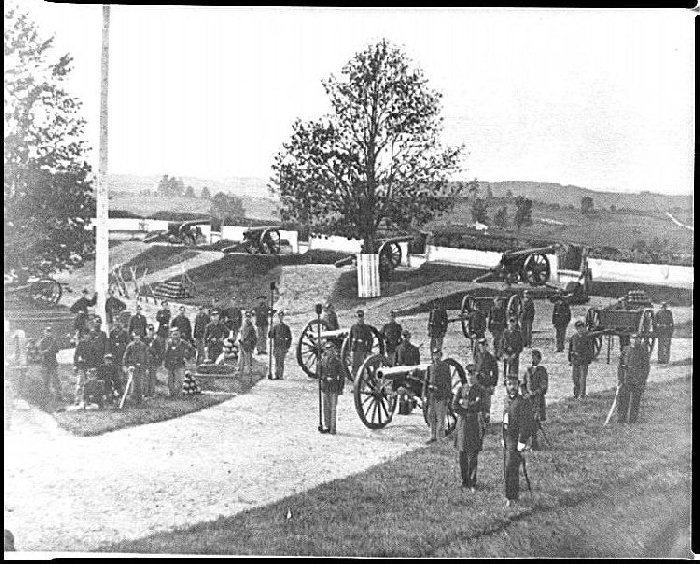
Una compagnia del 3rd Massachusetts Heavy Artillery a Fort Stevens nel 1861.

Le difese così approntate per lo più persuasero il Confederate States Army dall'attaccare per via diretta la capitale. Un'eccezione del tutto degna di nota sarà la battaglia di Fort Stevens dell'11-12 luglio del 1864, in cui i soldati dell'Union Army si trovarono a respingere con successo le truppe sotto il comando di Jubal Anderson Early.
Questo scontro rappresentò la 1ª volta dalla guerra anglo-americana del 1812 in cui un presidente (allora fu James Madison) rimase sottoposto al tiro di fuoco nemico nel corso di un conflitto bellico: qui Lincoln fece visita al forte per poter osservare da una postazione elevata e scoperta i combattimenti.
Nel 1865 le difese di Washington avevano oramai raggiunto un livello di notevole robustezza, coprendo ampiamente gli approcci sia di terra che di mare. Al termine della guerra gli oltre 60 km di linea raggiunti comprendevano almeno 68 forti con oltre 32 km di fossati dotati di carabine di fanteria, supportati da ulteriori 51 km di uso militare solo per le vie i collegamento e 4 singole stazioni di picchetto.
Su tale linea erano state collocate 93 batterie separate di artiglieri, comprendenti oltre 1.500 cannoni sia da campo che da assedio sia da mortaio.

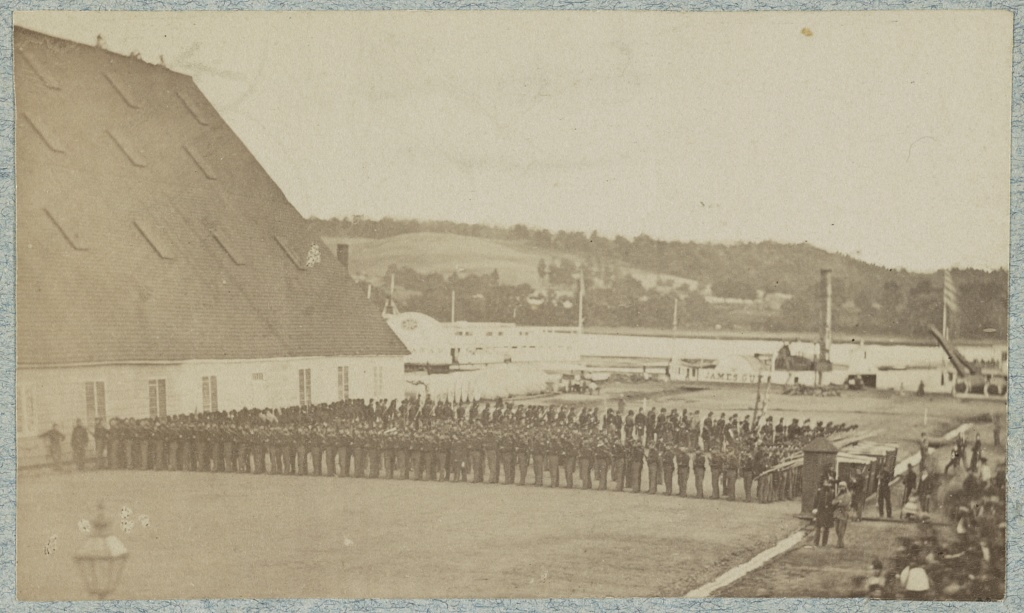
La "71st New York Infantry" messa alla difesa della capitale, accampato alla periferia di Washington.

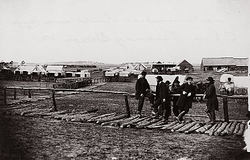
Fort Ellsworth in una foto di Mathew B. Brady.

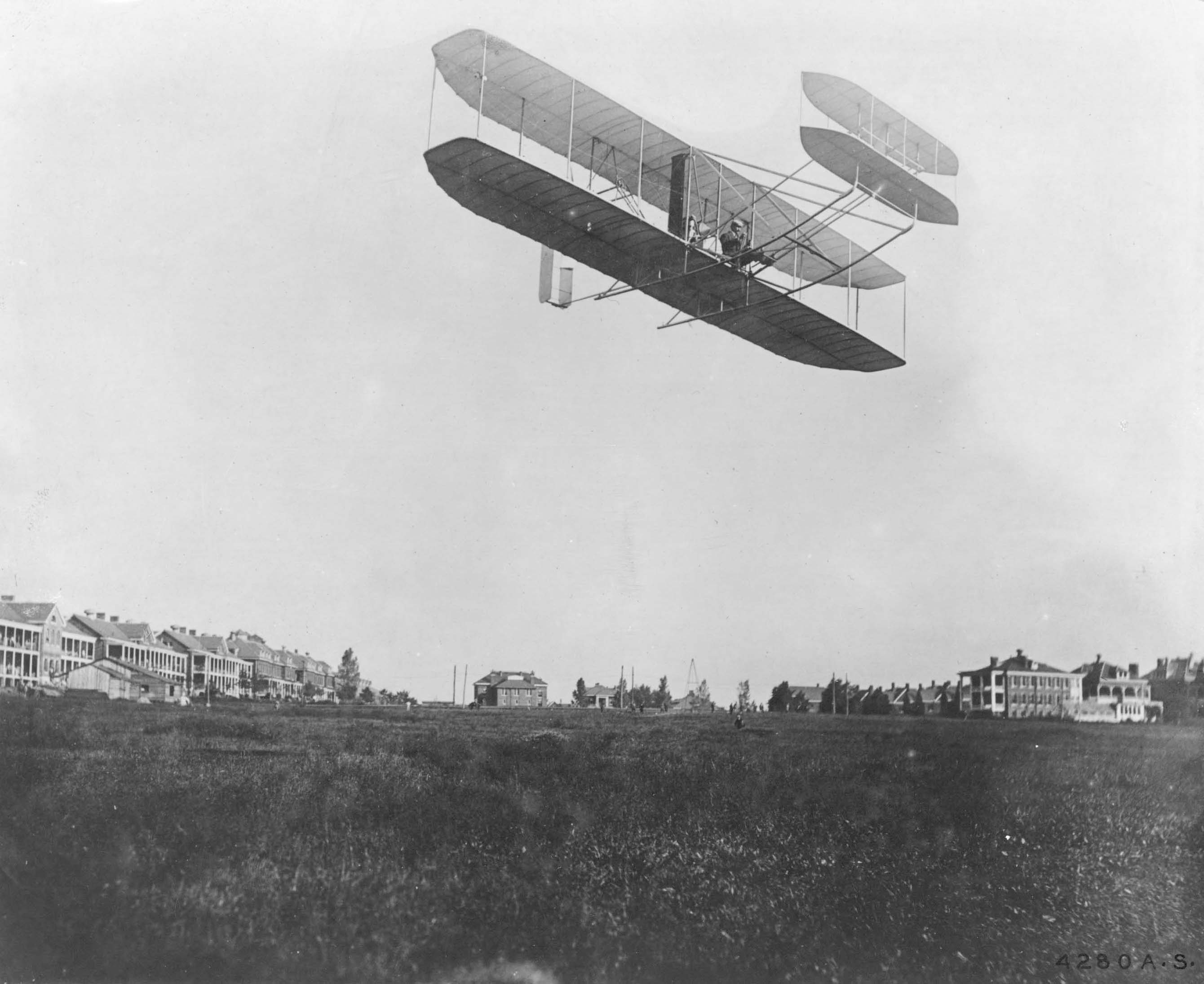
L'aereo dei fratelli Wright decolla da Fort Myer il 9 settembre del 1908.

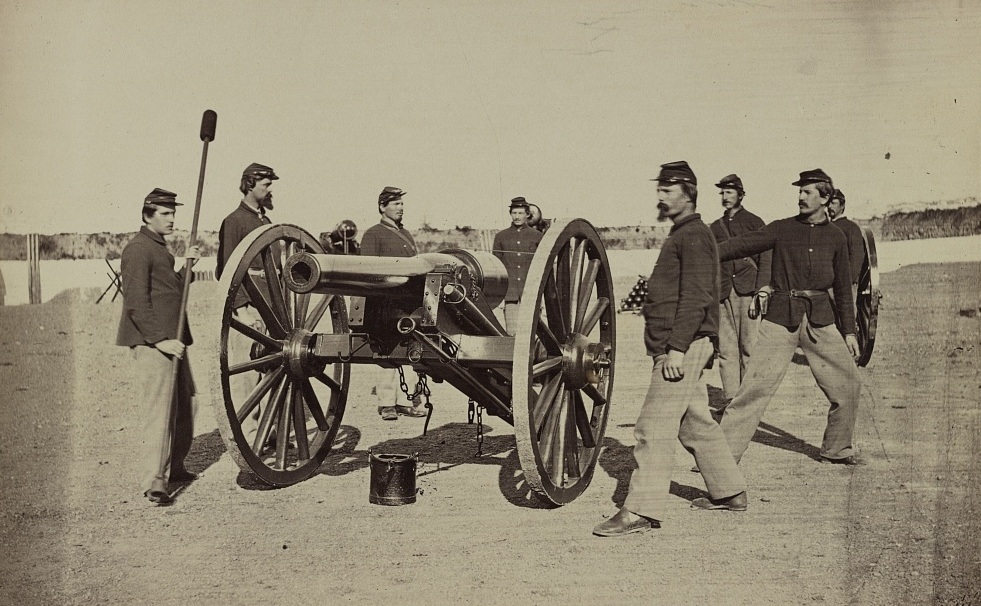
La "1st Connecticut Artillery" a Fort Richardson, nelle colline di Arlington.

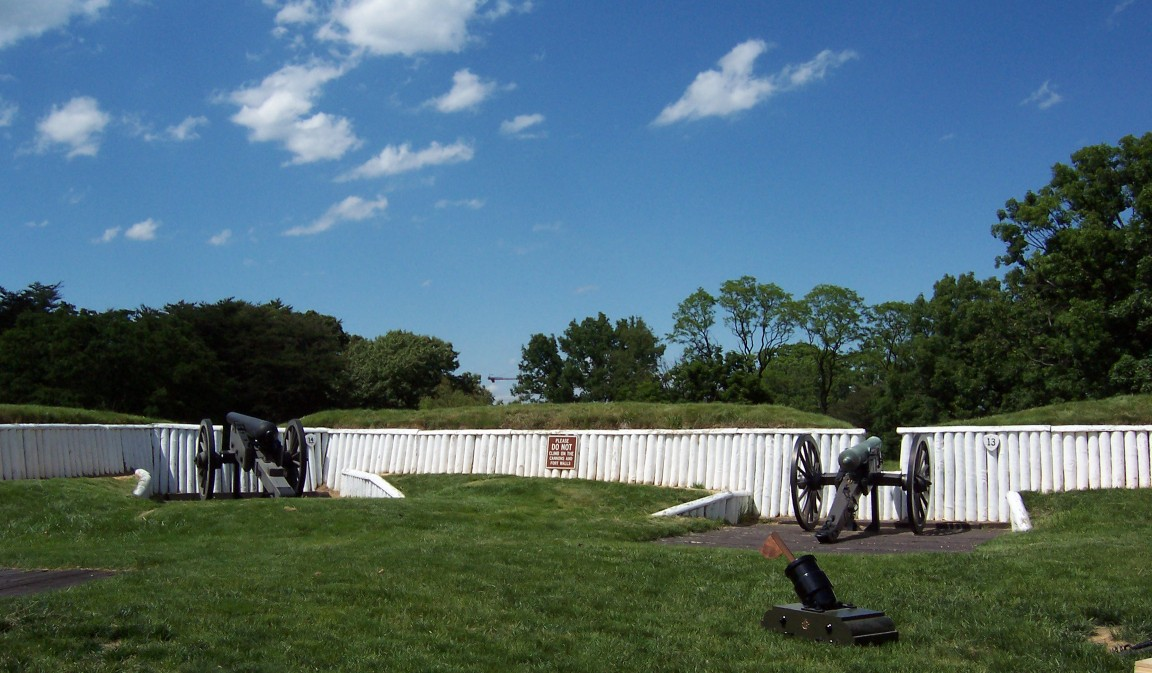
Fort Ward nel XXI secolo.

## Formazioni militari
- Owens Company, District of Columbia cavalry {3 months unit-1861}
- 8 Battalions, District of Columbia Infantry {3 months unit-1861}
- 1st Regiment, District of Columbia Infantry
- 2nd Regiment, District of Columbia Infantry
- Unassigned District of Columbia Colored

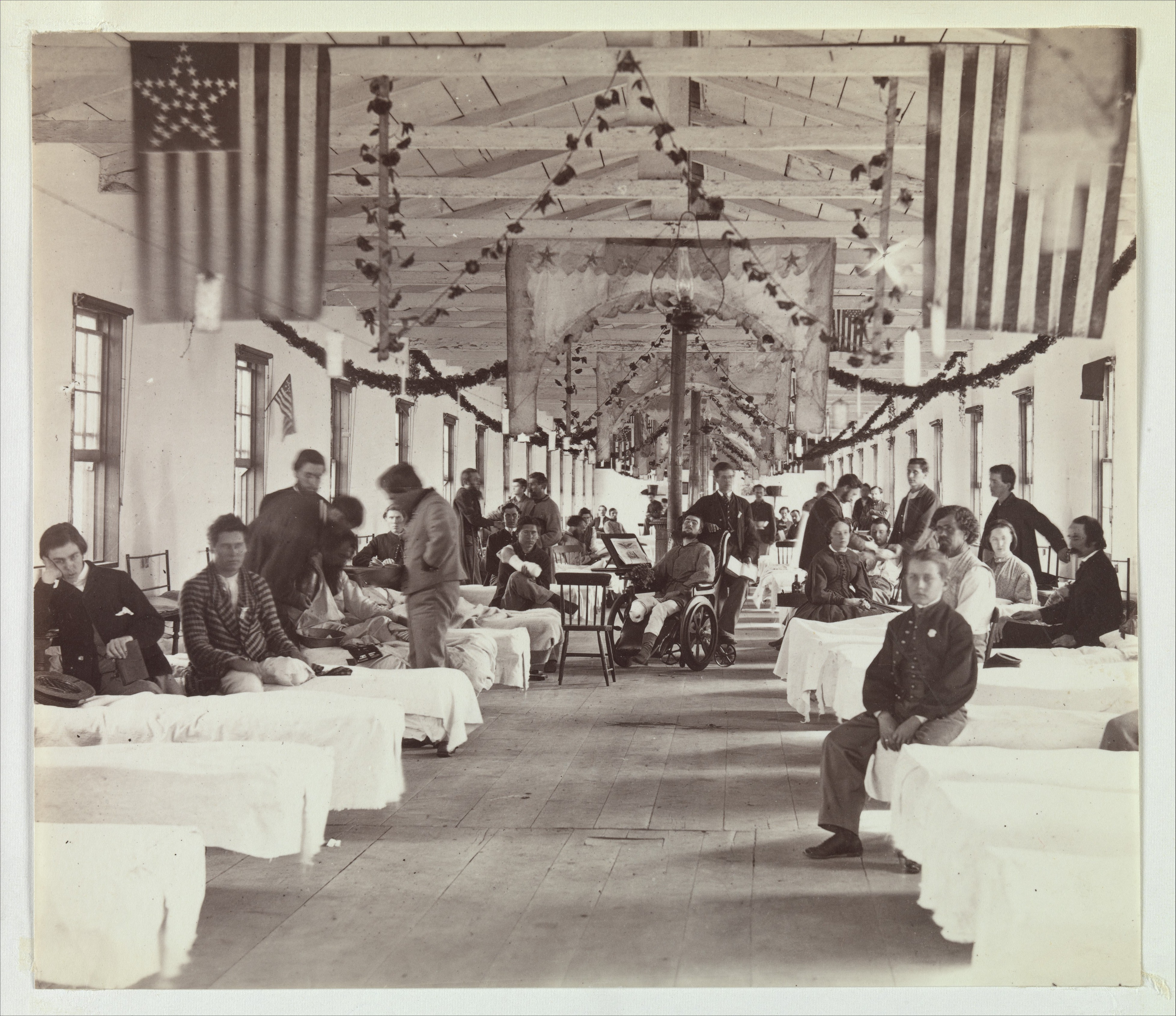
Una delle corsie dell'Armory Square Hospital nel 1863 circa.

- Unassigned District of Columbia Volunteers

## Ultime fasi della guerra
Le strutture ospedaliere di Washington divennero ben presto degli importanti fornitori di servizi medici per i soldati feriti che necessitavano di assistenza a lungo termine dopo essere stati trasportati in città dalle prime linee del fronte. Tra i più significativi di essi vi furono l'Armory Square Hospital, il Finley Hospital e il Campbell Hospital. Più di 20.000 tra feriti e ammalati ricevettero le dovute cure negli ospedali, sia in quelli permanenti che in quelli istituiti in via temporanea, comprendendo tra questi ultimi l'U.S. Patent Office e per un certo periodo di tempo il Campidoglio (Washington) stesso.
Tra le figure più famose e importanti che prestarono il loro contributo nell'assistenza infermieristica vi saranno anche la fondatrice della Croce Rossa Americana Clara Barton e la riformatrice sociale Dorothea Dix la quale lavorò come sovrintendente alle infermiere proprio a Washington; la futura scrittrice Louisa May Alcott prestò servizio presso l'Union Hospital di Georgetown.
Il poeta nazionale Walt Whitman si arruolò volontario in qualità d'infermiere presso gli ospedali militari e nel 1865 fece pubblicare la sua celebre poesia intitolata The Wound-Dresser. La United States Sanitary Commission ebbe anch'essa una presenza significativa a Washington, così come anche la United States Christian Commission assieme ad altre agenzie di pronto soccorso. Il "Freedman's Hospital" (l'odierno Howard University Hospital) verrà fondato nel 1862 per poter soddisfare le esigenze della popolazione sempre più crescente degli schiavi liberati.

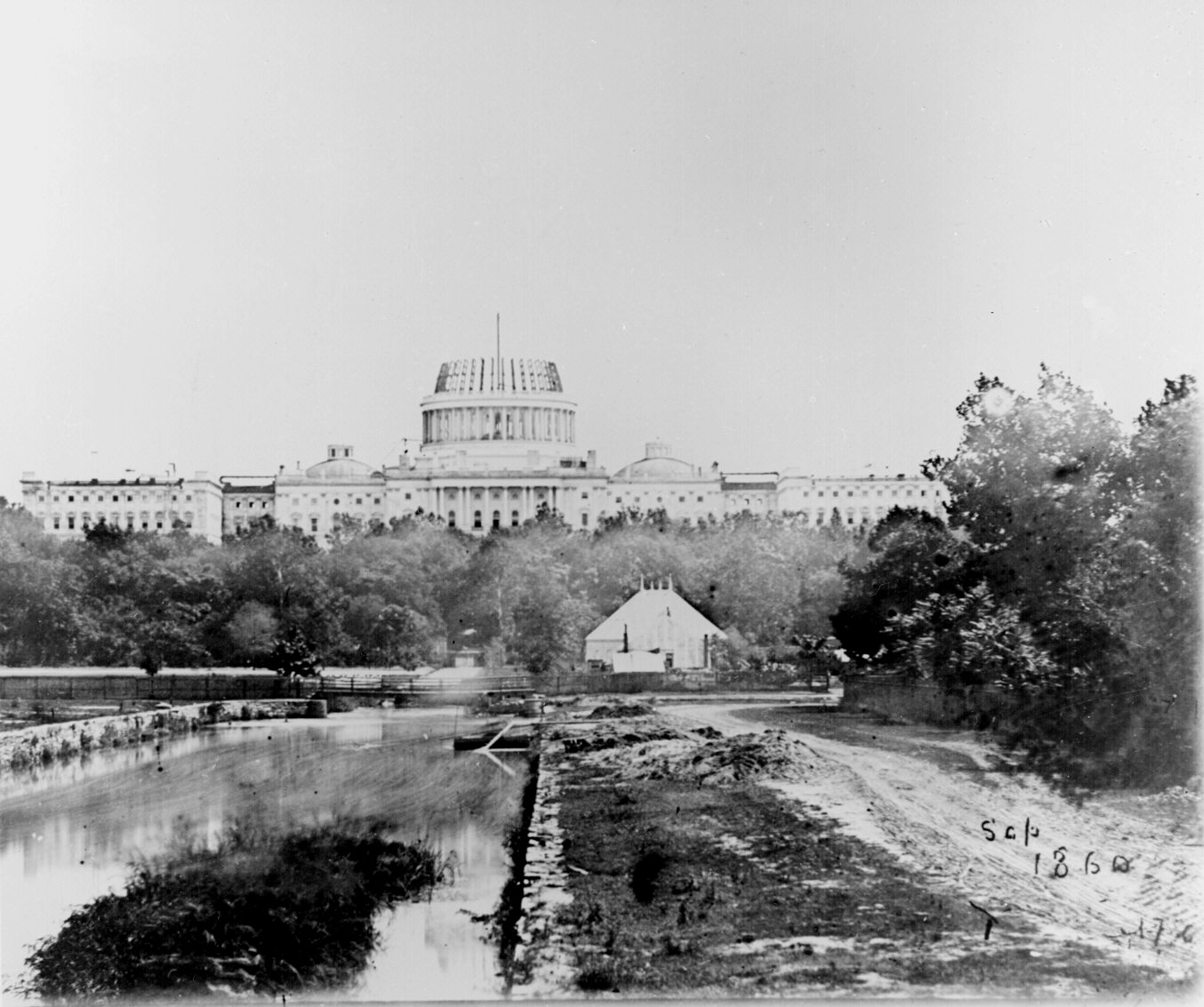
Il presidente insisterà affinché i lavori per la costruzione della cupola del Campidoglio (Washington) proseguissero anche durante gli anni del conflitto.

Con la prosecuzione del conflitto il sovraffollamento metterà a dura prova le riserve idriche della città, tanto che l'United States Army Corps of Engineers si troverà nella necessità di costruire un nuovo acquedotto il quale riverserà nei quartieri urbani all'incirca 38.000 litri di acqua fresca giornalmente.
Il figlio del presidente, William Wallace Lincoln morirà il 20 febbraio 1862 a 11 anni di febbre tifoide, con molta probabilità per colpa delle acque infette del Potomac. I corpi della polizia urbana e della protezione antincendio furono rafforzati, mentre gli operai ripresero il loro lavoro per completare la fino ad allora rimasta incompiuta cupola del Campidoglio.
Per la maggior parte degli anni bellici tuttavia la capitale federale dovette soffrire dei forti disagi rappresentati dalle strade non asfaltate, dalla scarsa igiene urbana e dalla mancata raccolta dei rifiuti, dagli sciami di zanzare facilitati dai canali umidi e fognari ed infine anche dalla scarsa ventilazione presente nella maggior parte degli edifici sia pubblici che privati.
I prigionieri politici e militari più importanti vennero spesso ospitati nella Old Capitol Prison, comprese le donne accusate di spionaggio Rose O'Neal Greenhow e Belle Boyd così come il ranger filo-secessionista John Singleton Mosby.

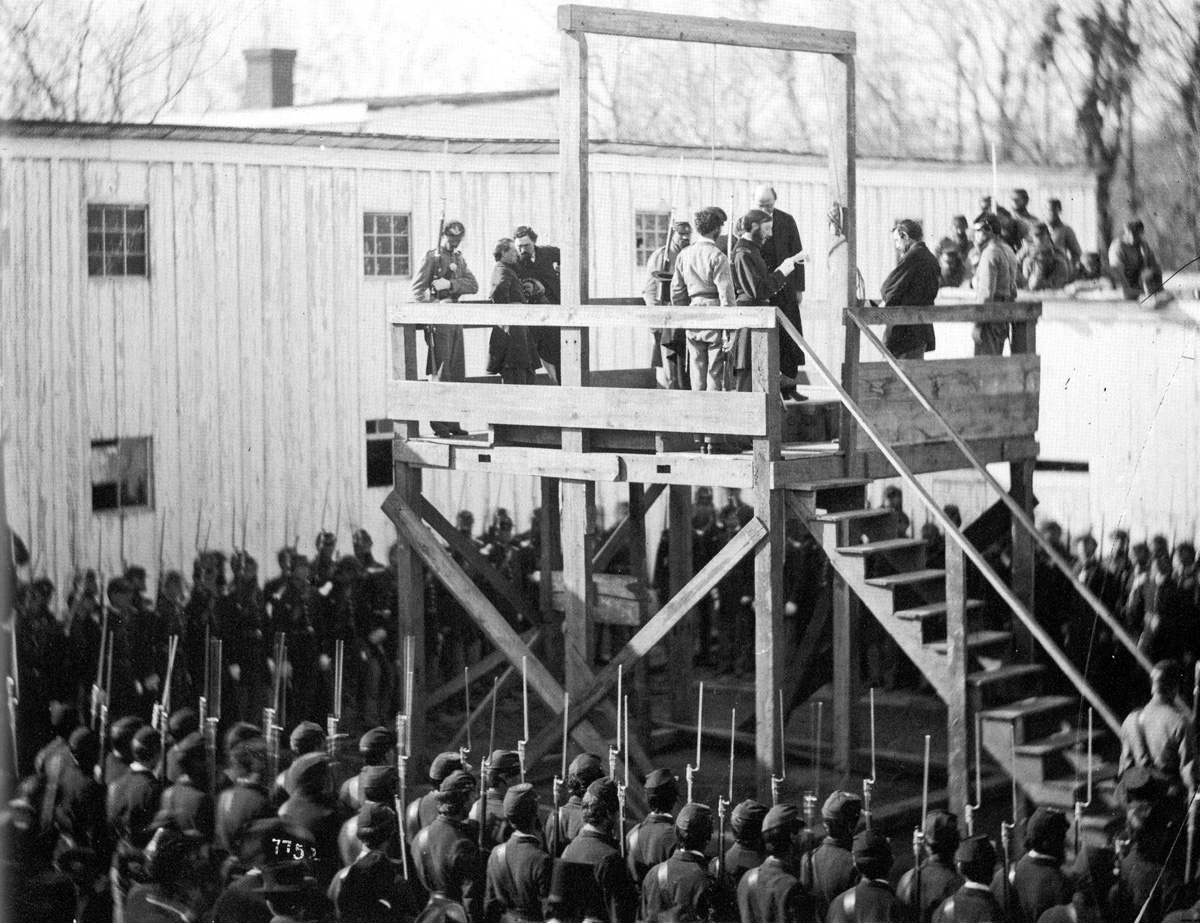
Preparativi per l'esecuzione del sudista Henry Wirz accusato e condannato per aver commesso crimini di guerra nella sua qualità di comandante della prigione di Andersonville.

Uno dei detenuti, Henry Wirz, già comandante sudista della prigione di Andersonville (un campo di concentramento situato ad Andersonville (Georgia) finirà col subire l'impiccagione nel cortile della prigione federale dopo la fine del conflitto, accusato di crimini di guerra per la sua crudeltà e negligenza verso i prigionieri di guerra unionisti.

## Omicidio del presidente
La sera del 14 aprile 1865, Venerdì santo, appena pochi giorni dopo la resa di Robert Edward Lee davanti ad Ulysses S. Grant nel quadro del Teatro Orientale, Abraham Lincoln venne ferito a morte all'interno del Teatro Ford dall'attore originario del Maryland filo-sudista John Wilkes Booth il quale lo colpì alle spalle sul capo durante l'esecuzione della commedia Our American Cousin.
Alle ore 7:22 del mattino seguente il presidente spirò nell'abitazione di fronte al teatro; fu il primo capo di Stato statunitense ad essere assassinato. Il Segretario alla Guerra Edwin McMasters Stanton pare - secondo quanto ne riportarono le cronache - abbia esclamato: "Ora appartiene ai secoli!" (o forse agli angeli).
I residenti e i visitatori della città sperimentarono una vasta gamma di reazioni, dall'incredulità e dallo stordimento alla rabbia carica di desiderio di vendetta. Stanton fece bloccare immediatamente dalle forze militari la maggior parte delle strade principali di scorrimento assieme ai relativi ponti e l'intera città venne posta sotto la legge marziale.
Decine di abitanti e semplici lavoratori saranno interrogati nel corso dell'indagine avviata a macchia d'olio ed un certo numero di questi vennero trattenuti e arrestati in quanto sospettati di aver aiutato attivamente gli assassini nelle loro mire eversive, ma anche solo per la percezione acquisita che stessero cercando di nascondere informazioni vitali per la cattura dei colpevoli.
Il corpo senza vita di Lincoln rimarrà esposto nella rotonda del Campidoglio e rapidamente migliaia di cittadini cominceranno ad assieparsi contribuendo in tal modo ad ingigantire la folla dei visitatori già accorsa; rimarranno in lunghe code per ore intere con lo scopo di poter dare l'ultimo saluto al loro presidente caduto per la causa della salvezza dell'Unione.
Alberghi e ristoranti si riempirono ai limiti delle proprie capacità, portando nei fatti un vantaggio economico del tutto inaspettato ai loro proprietari. A seguito dell'identificazione e susseguente arresto degli effettivi colpevoli di cospirazione e alto tradimento, la città fu il teatro del processo e dell'esecuzione di molti dei condannati e così Washington fu nuovamente al centro dell'attenzione mediatica dell'intera nazione.

## Grand Review of the Armies
Il 9 di maggio seguente la nuova presidenza di Andrew Johnson dichiarò che la ribellione si era virtualmente conclusa, pianificò quindi con le autorità governative preposte una rassegna formale per onorare le truppe vittoriose con tanto di parata militare lungo le arterie principali.
Uno dei suoi obiettivi sarebbe stato quello di modificare l'umore dell'opinione pubblica la quale si trovava ancora in lutto stretto dopo l'omicidio. Tre dei principali eserciti federali si trovarono abbastanza vicini da potersi recare a Washington per partecipare alla processione: l'Armata del Potomac, l'Armata del Tennessee e l'Armata della Georgia.
Gli alti ufficiali dei 3 eserciti in questione, che non si vedevano da un po' di tempo, rinnovarono la conoscenza e la comunione di spirito; mentre a volte i fanti s'impegnarono in violenti diverbi e scontri verbali (e talvolta usando anche i pugni) nelle taverne e nei bar cittadini per decidere quale fosse stata l'Armata migliore sul campo. L'esercito del Potomac fu il primo a sfilare il giorno 23, in una processione che si estendeva per più di 7 miglia.

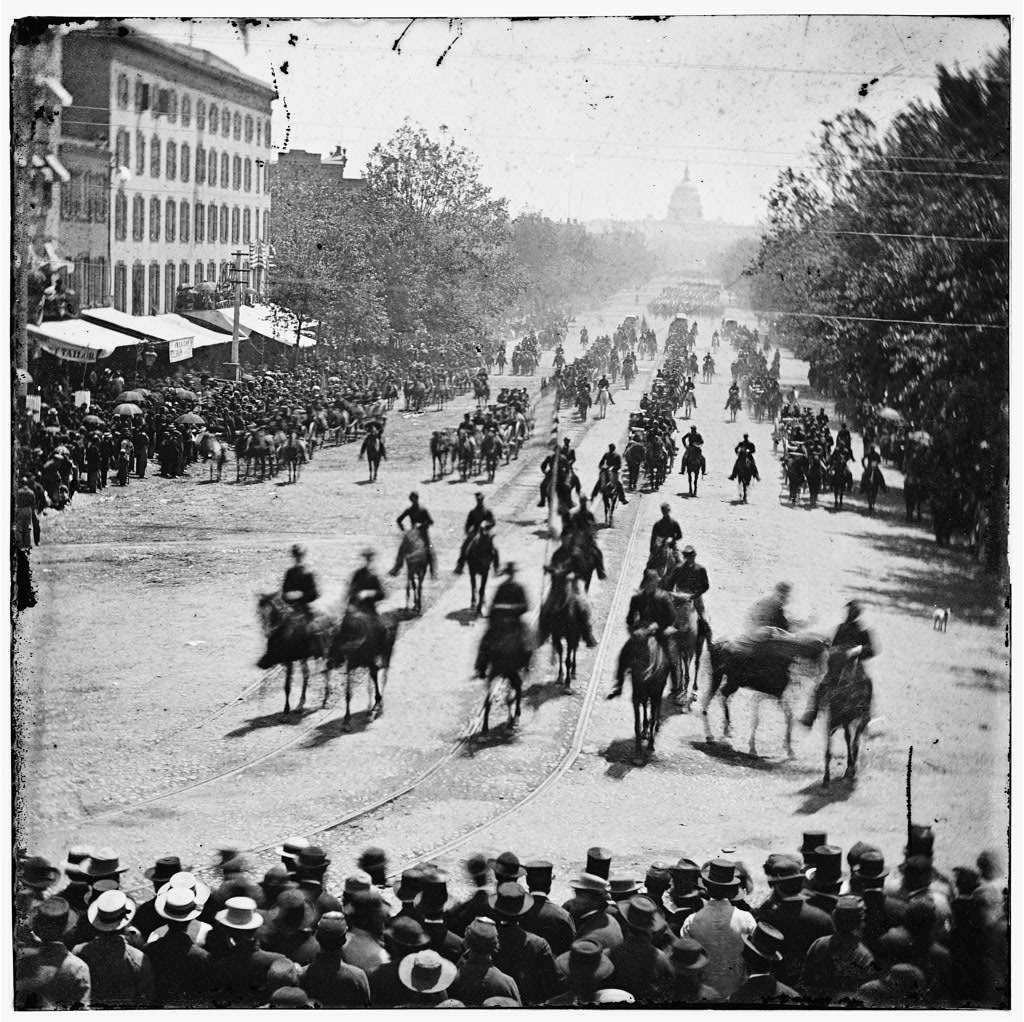
Grand Review of the Armies del maggio 1865 in una foto di Mathew B. Brady.

L'atmosfera di Washington divenne ora allegra con tutti gli abitanti intenti ai festeggiamenti; la folla dei civili s'impegnerà spesso all'unisono con i soldati nel cantare canzoni patriottiche mentre la colonna militare si apprestava a superare in marcia gli accessi di fronte alla Casa Bianca, là ove il presidente Andrew Johnson, il comandante generale dell'esercito statunitense Ulysses S. Grant, i comandanti militari di alto livello tra i generali dell'Unione, il Gabinetto ministeriale e i dirigenti governativi statali si trovavano in attesa.
Il giorno seguente William Tecumseh Sherman sfilò alla guida dei suoi 65.000 uomini dell'esercito del Tennessee e della Georgia lungo le strade attraversando le folle plaudenti. Entro una settimana dalla conclusione delle celebrazioni le due armate vennero ufficialmente sciolte e molti dei reggimenti composti dai volontari della fanteria e dell'artiglieria furono rimandati a casa.
Erano passati esattamente 4 anni da quando vennero per la prima volta chiamati a raccolta all'inizio della presidenza di Abraham Lincoln la quale ne aveva inizialmente richiesti 75.000; alla fine il numero degli effettivi supererà largamente i 2 milioni: le perdite umane ammonteranno invece a quasi mezzo milione.

## Personalità di spicco
Il "Distretto di Columbia", inclusa Washington e l'adiacente Georgetown (Distretto di Columbia), fu il luogo di nascita di numerosi generali e ammiragli unionisti, nonché di uno dei più illustri comandanti del Confederate States Army

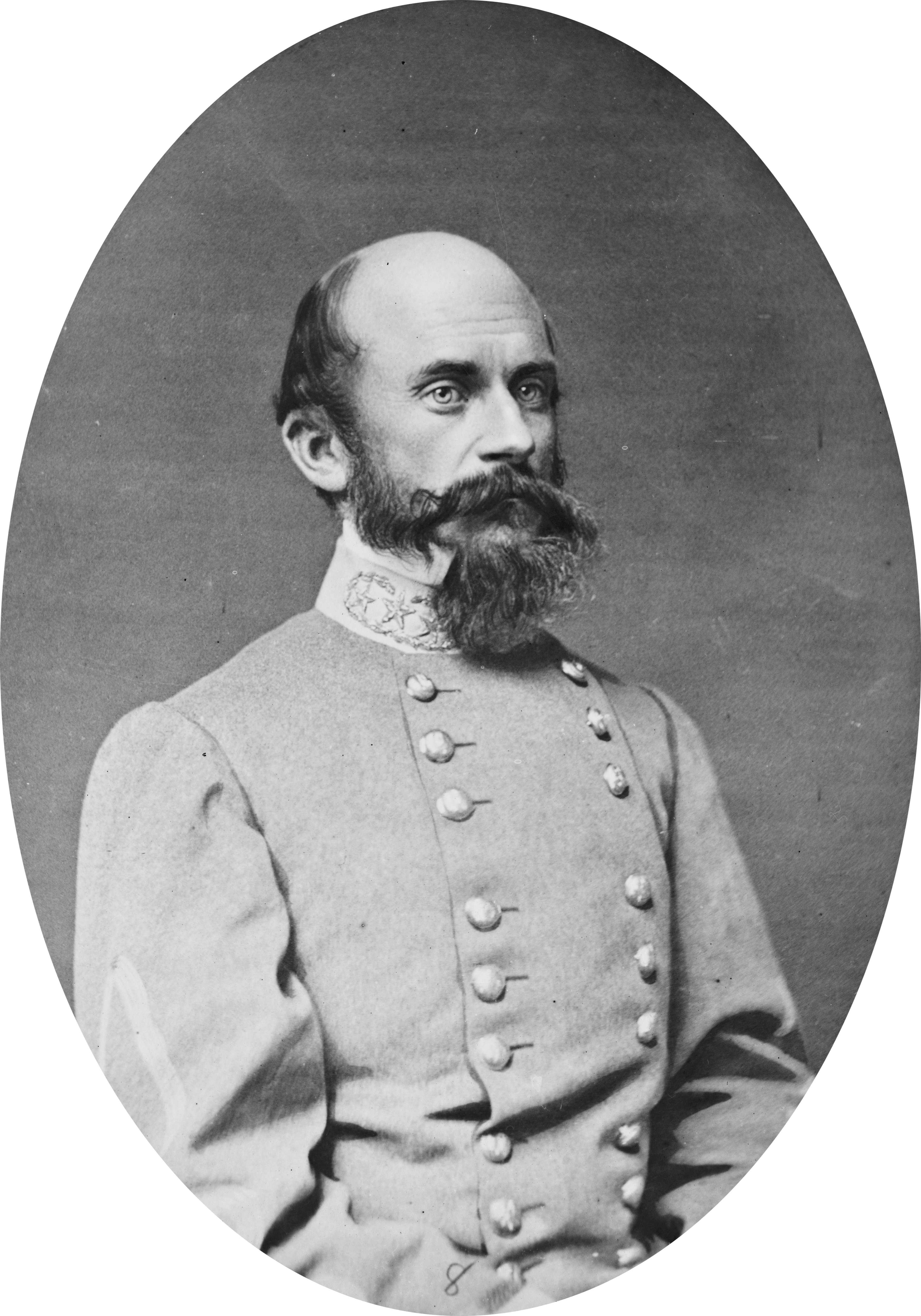
Luogotenente generale Richard Stoddert Ewell - CSA
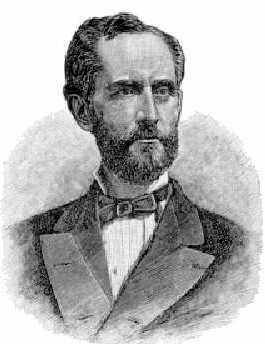
Maggior generale Manning Force - USA
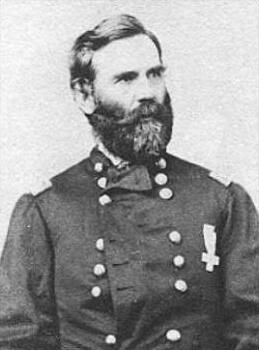
Brevetto (militare) Maggior generale George Washington Getty - USA
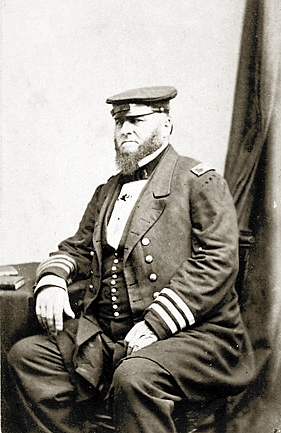
Ammiraglio Louis Malesherbes Goldsborough - USA
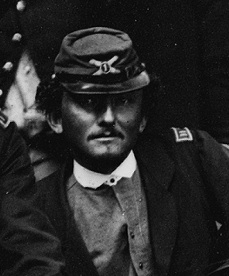
Maggior generale William Montrose Graham, Jr. - USA
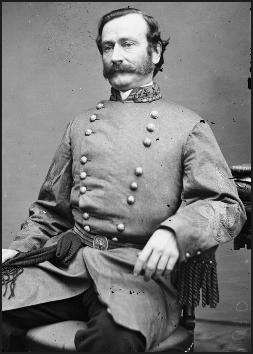
Maggior generale Mansfield Lovell - CSA
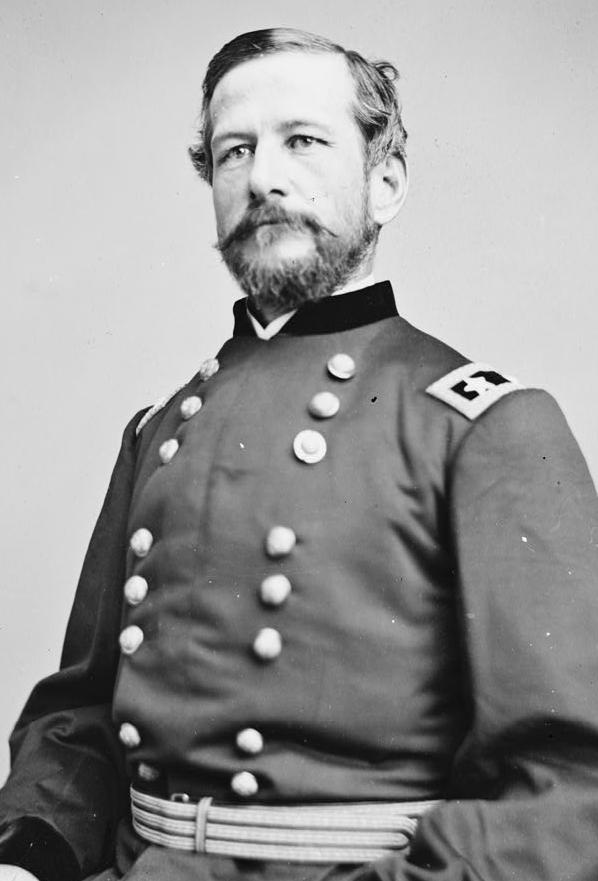
Maggior generale Alfred Pleasonton USA

Altre importanti personalità della guerra civile nate nell'area immediatamente attorno alla capitale inclusero il senatore secessionista Thomas Jenkins Semmes, il generale unionista John Milton Brannan, John Rodgers Meigs (la cui morte ingenerò un significativo dibattito polemico in tutto il Nord) e il comandante di brigata confederato Richard Hanson Weightman.

### Altre letture
- Laas, Virginia Jeans, ed., Wartime Washington : The Civil War Letters of Elizabeth Blair Lee, University of Illinois Press, 1999. ISBN 978-0-252-06859-1.
- Leech, Margaret, Reveille in Washington: 1860–1865, Harper and Brothers, 1941. ISBN 978-1-931313-23-0
- Leepson, Marc, Desperate Engagement: How a Little-Known Civil War Battle Saved Washington, D.C., and Changed The Course Of American History, Thomas Dunne Books, 2007. ISBN 978-0-312-36364-2.